# 台湾鳖甲蜗牛
台湾鳖甲蜗牛（学名：Petalochlamys formosana），是柄眼目鳖甲蜗牛科Petalochlamys的一种。主要分布于台湾，常栖息在落叶覆盖较为潮湿的腐殖质土底。